# Argyra setulipes
Argyra setulipes är en tvåvingeart som beskrevs av Becker 1918. Argyra setulipes ingår i släktet Argyra och familjen styltflugor. Enligt den finländska rödlistan är arten sårbar i Finland. Artens livsmiljö är öppna översvämningsstränder med finsediment vid sötvatten. Inga underarter finns listade i Catalogue of Life.